# Oblężenie Ostendy
Oblężenie Ostendy – oblężenie, które miało miejsce od 5 lipca 1601 r. do 20 września 1604 r. i było jednym z najważniejszych epizodów wojny osiemdziesięcioletniej (1568–1648).
Oblężenie przez Hiszpanów bronionego przez powstańców niderlandzkich miasta rozpoczęło się w dniu 5 lipca 1601 r. i zakończyło się kapitulacją garnizonu 3 lata później. W trakcie walk obie strony poniosły olbrzymie straty, przez co oblężenie określane jest najbardziej krwawym w historii nowożytnej tego regionu.

## Sytuacja polityczna
W rządzonych przez Habsburgów hiszpańskich Niderlandach, już od roku 1568 dochodziło do zbrojnych powstań antyhiszpańskich wywoływanych twardą polityką okupanta przeciwko kalwinistom. Zamieszkane w większości przez Walonów południe kraju w styczniu 1579 r. zawiązało pro-hiszpańską unię w Arras. Unia ta obejmowała hrabstwa Artois, Hainaut oraz południowe ziemie Flandrii. W reakcji na te wydarzenia w tym samym miesiącu na północy kraju powstała unia w Utrechcie, obejmująca Zelandię, Fryzję, Holandię, Geldrię, Overijssel, Drenthe, Groningen (zwane 7 prowincjami), a także północną część Flandrii oraz zachodnią część Brabancji. W roku 1581 unia wypowiedziała posłuszeństwo panowaniu hiszpańskiemu.
W tym samym roku 1581 wojska hiszpańsko-habsburskie dowodzone przez księcia Parmy przeszły do ofensywy przeciwko powstańcom niderlandzkim oraz Flamandom, wypierając ostatecznie ich siły z Flamandii i Brabancji do roku 1590. W toku walk Hiszpanie zdobyli także Groningen, Drenthe, większą część Overijssel oraz wschodnią część prowincji Geldrii. Jedynie na flandryjskim wybrzeżu Morza Północnego opór Hiszpanom stawiała twierdza w Ostendzie, którą bezskutecznie wielokrotnie szturmowano. Do roku 1592 powstańcom pod wodzą Maurycego Orańskiego udało się odbić 6 miast prowadząc walki, w trakcie których w grudniu tego samego roku ciężkie rany odniósł sam książę Parmy. Dnia 30 czerwca 1600 r. powstańcy niderlandzcy wylądowali na wybrzeżu flandryjskim, pokonując Hiszpanów w starciu pod Nieuport w dniu 2 lipca. Zwycięstwo to nie zostało jednak w pełni wykorzystane. Hiszpanie po odzyskaniu sił skierowali swoje ataki na Ostendę.

## Siły obu stron
Dnia 5 lipca 1601 r. armia hiszpańska w sile 12 000 ludzi pod wodzą arcyksięcia Albrechta Austriackiego stanęła pod Ostendą. Armia składała się nie tylko z Hiszpanów, ale także z Burgundów, Włochów i Walonów. Portowe miasto otoczone było wydmami oraz morzem, przez co obrońcy mieli dogodne pozycje obronne. Mieszkańcy miasta w poprzednich latach otoczyli miasto podwójnym pierścieniem bastionów oraz wałów do obrony przed atakiem Hiszpanów. Umocnienia te składały się głównie z silnie ubitej ziemi, otoczonej palisadami oraz szerokimi dołami wypełnionymi wodą. W bagiennej okolicy powstańcy zbudowali dodatkowo liczne umocnienia obronne, stosując po raz pierwszy w dziejach głęboką obronę opartą na kontraproszach i ogniu kartaczowym. Garnizon miasta składał się z 7 000 ludzi. Dzięki przewadze na morzu twierdza zaopatrywana była drogą morską w broń, amunicję, żywność oraz siły ludzkie z okolicznej Holandii i Zelandii.
Armia hiszpańska, by przerwać dostawy morskie do Ostendy, przystąpiła do sypania grobli od strony morza. Dla zabezpieczenia tych działań zbudowany został fort Carlos.

## Oblężenie
Podczas pierwszych miesięcy oblężenia Hiszpanie w mozolnych walkach zdobywali okolice miasta, oczyszczając przedpole przed głównym atakiem na wały. Dopiero po zdobyciu tych terenów ustawili swoje ciężkie działa na położonych w kierunku zachodnim od miasta wydmach. Stąd rozpoczęli gwałtowny ostrzał tak zwanego bastionu piaszczystego w północno-zachodniej części miasta. Usypany z twardej ziemi bastion ostrzelany został tysiącami kul, które nie wyrządziły mu żadnych szkód. Walki o ten przyczółek przyniosły Hiszpanom liczne straty. Podczas przerw w walkach niektórzy z oblężonych wypuszczali się z miasta i odcinali ze zwłok poległych kawałki mięsa, wykorzystując tłuszcz z zabitych jako doskonałą maść na rany. Kolejny wielki szturm hiszpański na bastion przeprowadzony w dniach 7-8 stycznia 1602 r. również zakończył się niepowodzeniem. Sam tylko ten atak kosztował Hiszpanów 2000 zabitych. Po tej klęsce aż do roku 1603 Hiszpanie nie przeprowadzili żadnego szturmu, ograniczając się do poprawy umocnień na wydmach i ostrzeliwując miasto z dział. Podczas tej fazy walk wielu ciekawskich cywilów przedostawało się do miasta.

### Nadejście Spinoli
Późnym latem 1603 r. wojska Albrechta wzmocnione zostały nowymi oddziałami pod dowództwem Ambrosio Spinoli, który przejął komendę nad armią oblężniczą 29 września. Dowódca ten posiadał niewielkie doświadczenie wojskowe, jednak dzięki studiowaniu licznych ksiąg zyskał znaczne kompetencje w szeregach dowództwa. Spinola zrezygnował z przeprowadzenia wielkiego szturmu, przygotowując swoje wojska do stopniowego podejścia do północnej części miasta przy wykorzystaniu urządzeń polowych. Stopniowym minowaniem Spinola burzył kolejne stanowiska obronne Ostendy, powodując, że otaczająca twierdzę linia cyrkumwalacyjna robiła się coraz ciaśniejsza.
Walki przynoszące Hiszpanom olbrzymie straty przyniosły im w końcu sukces. Dnia 4 kwietnia 1604 r. udało im się przeprowadzić niespodziewany atak na bastion piaszczysty. Obrońcy zmuszeni byli wycofać się poza drugi pierścień umocnień. Do lata 1604 r. również i te umocnienia padły łupem atakujących. Obrońcy wycofali się do prowizorycznie zbudowanej cytadeli w północno-wschodniej części miasta, wspieranej 4 bastionami. Aby utrzymać tę pozycję, obrońcy wzmocnili jej konstrukcję nie tylko piaskiem, ale także ciałami zabitych towarzyszy.

### Zdobycie miasta
Los miasta przyśpieszyły siły przyrody. We wrześniu 1604 r. nadeszły gwałtowne burze, które uniemożliwiły pomoc ze strony niderlandzkich okrętów posiłkowych. Wojska Maurycego Orańskiego, próbowały zmusić Hiszpanów do otwartej bitwy, wycofując się w rejon Sluys. Gdy przeciwnik nie podjął jednak tego wyzwania, Maurycy zdecydował się na oblężenie Sluys. Hiszpańska armia pomocnicza została odparta, a miasto powstańcy zdobyli dnia 17 września. Wydarzenie to nie zmieniło jednak losów Ostendy. Dnia 22 sierpnia gwałtowna burza i zalewające fale morskie znacznie uszkodziły pozostałe umocnienia obrońców. Dalsza obrona miasta była bezcelowa, wobec czego gubernator Ostendy Daniel d'Hartaing rozpoczął rokowania z Hiszpanami. Gubernator nakazał żołnierzom niderlandzkim, wyznawcom kalwinizmu oraz hiszpańskim dezerterom wycofanie się z miasta drogą wodną. W dniu 20 września otrzymał on od Hiszpanów pozwolenie na wycofanie się ze swoim garnizonem z miasta. Odwrót odbył się bez przeszkód i jeszcze tego samego dnia Hiszpanie wkroczyli do miasta. Ostenda, pomimo odparcia przez Holendrów ponad 100 szturmów, znalazła się pod hiszpańskim panowaniem.

## Podsumowanie
Oblężenie Ostendy zaliczane jest do najbardziej krwawych w historii nowożytnej. Wzmacniane stale oddziały hiszpańskie straciły łącznie ok. 40 000 żołnierzy, nie tylko w walkach, ale również w wyniku ran i chorób. Straty obleganych są trudne do ustalenia, ponieważ okręty niderlandzkie przeprowadziły około 3000 rejsów do miasta, biorąc licznych rannych, którzy umierali po kilku dniach. Przypuszcza się jednak, że straty mogły dorównywać stratom hiszpańskim. 
Skutkiem upadku miasta było znaczne osłabienie obu stron konfliktu. Powstańcy utracili ostatni bastion obronny na wybrzeżu flandryjskim. Obie strony były już tak wyczerpane walkami, że w roku 1609 doszło do dwunastoletniego zawieszenia broni. Wojna wyzwoleńcza jednak zakończyła się dopiero w roku 1648 podpisaniem pokoju w Westfalii.